# Pau Alabajos
Pau Alabajos i Ferrer (Torrente, Valencia, 1982) es un cantautor español. Secretario del Colectivo Ovidi Montllor (COM), asociación de músicos y cantantes de la Comunidad Valenciana.
En las elecciones municipales de 2015 fue elegido regidor del Ayuntamiento de Torrente por la lista de Compromís. Ha mostrado públicamente su apoyo a la independencia de la Comunidad Valenciana.

## Trayectoria
Pau Alabajos Ferrer nació en Torrente (Valencia) en 1982. Empezó su carrera artística actuando en las calles de Valencia. En 2004 publicó su primer disco, Futur en venda (Cambra Récords), que recibió el premio Ovidi Montllor 2006 a la mejor letra por Cançó explícita. En 2008 editó su segundo trabajo discográfico, Teoria del caos (Cambra Récords), que fue galardonado con el premio Ovidi Montllor 2008 al mejor disco de canción de autor, premio Enderrock 2008 por votación popular al mejor disco de canción de autor, y Premio Muixeranga 2009 por votación popular al mejor disco del dominio lingüístico. En 2011 salió a la luz Una amable, una trista, una petita pàtria (Bureo Músiques), Premio de la Fundación Gaetà Huguet a la mejor producción cultural de 2011.
El 29 de septiembre de 2012 se celebró en el Palau de la Música de Valencia un concierto conmemorativo de sus 10 años de carrera musical,  donde el cantautor de Torrente repasó gran parte de su repertorio acompañado por la Orquesta Sinfónica del Coral Romput, y con la colaboración de Núria Cadenas, Vicent Partal, Amàlia Garrigós, Rodonors Invictas, Feliu Ventura, Cesk Freixas y Miquel Gil. Francesc Gamon dirigió en directo para OSCR la grabación del espectáculo #paualpalau (RGB Suports, 2014).
En 2016 editó su disco El amor y la ferocidad (Bureo Músiques), que fue grabado y masterizado en los estudios Alex The Great de Nashville (Tennessee, EE. UU.), con la producción artística de Brad Jones. 
En 2018 editó Ciutat a cau d'orella (Bureo Músiques), una adaptación musicada de los poemas más conocidos de Vicent Andrés Estellés.
En febrero de 2020, editó su octavo trabajo discográfico, Les hores mortes, una referencia a uno de los tres poemas del libro Estimada Marta, de Miquel Martí i Pol.
Actualmente, continua haciendo música y ya son 22 años dedicándose a ello. Su último proyecto musical no es un disco sino un extended play, es decir, reproducción extendida y es un miniálbum que suele contar con entre 3-6 canciones, además de una duración no superior a 30 minutos. Su EP, Una granota viva a la butxaca lo publicó en abril de 2024.
Aparte de la música, Alabajos también es político, compositor, guitarrista y escritor, esta última profesión la ha desempeñado a fondo en los últimos años, pues el 31 de enero de 2024 publicó el libro que titula "Vicent Andrés Estellés. La veu d'un poble" al ser seleccionado por la editorial Sembra para proponerle hacer la primera biografía de Vicent Andrés Estellés. Esta obra busca explicar la vida del poeta de Burjasot a través de las referencias geográficas que marcaron su existencia.

## Discografía
- Futur en venda (Cambra Rècords, 2004). Fue publicado el 1 de enero de 2004 y cuenta con un total de 11 canciones, las cuales suman una duración de 48 minutos y 8 segundos.
- Teoria del caos (Cambra Rècords, 2008). Fue publicado el 1 de enero de 2008 y cuenta con un total de 10 canciones, las cuales suman una duración de 35 minutos y 6 segundos.
- Una amable, una trista, una petita pàtria (Bureo Músiques, 2011) Fue publicado el 20 de febrero de 2011 y cuenta con un total de 11 canciones, las cuales suman una duración 39 minutos y 38 segundos.
- Cesk Freixas i Pau Alabajos - Concert especial Barnasants 2012 (Barnasants, 2012). Se trata de un disco promocional que fue regalado y grabado en un cocierto realizado el 17 de febrero de 2012 en el Teatre Joventut de L'Hospitalet. [13]
- Pau Alabajos diu Mural del País Valencià de Vicent Andrés Estellés (Bureo Músiques, 2013). Fue publicado el 11 de diciembre de 2013 y cuenta con un total de 15 canciones, las cuales suman una duración de 52 minutos y 14 segundos.
- #Paualpalau (RGB Suports, 2014). Fue publicado el 7 de octubre de 2014 y cuenta con un total de 30 canciones, las cuales suman una duración de 1 hora y 31 minutos.
- L'amor i la ferocitat (Bureo Músiques, 2016). Fue publicado el 5 de febrero de 2016 y cuenta con un total de 12 canciones, las cuales suman una duración de 32 minutos y 12 segundos.
- Ciutat a cau d'orella (Bureo Músiques, 2018). Fue publicado el 23 de marzo de 2018 y cuenta con un total de 12 canciones, las cuales suman una duración de 40 minutos y 4 segundos.
- Les hores mortes (RGB Suports, 2020). Fue publicado el 14 de febrero de 2020 y cuenta con un total de 10 canciones, las cuales suman una duración de 32 minutos y 12 segundos.
- Además, cuenta con un Extended Play (EP), titulado Una granota viva a la butxaca. Fue publicado el 5 de abril de 2024 y cuenta con un total de 4 canciones, las cuales suman una duración de 13 minutos y 43 segundos.[14][15][16]

## Premios

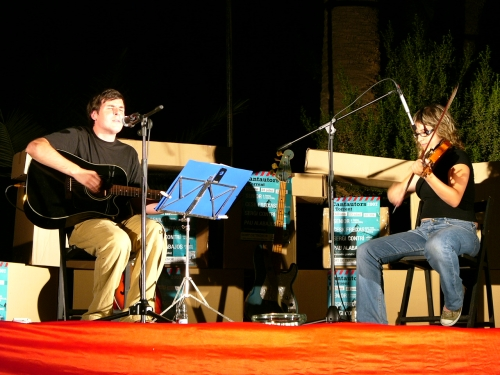
Pau Alabajos en 2007.

- 2006: Premio Ovidi Montllor a la mejor letra por "Canción explícita" [17]
- 2008: Premio Ovidi Montllor al mejor disco de canción de autor "Teoría del Caos" [18]
- 2008: Premio Enderrock al mejor disco de canción de autor "Teoría del Caos"
- 2008: Premio Enderrock al mejor artista de canción de autor
- 2009: Premio Muixeranga 2009 al Mejor Disco del Dominio Lingüístico por "Teoría del caos"
- 2010: Pulse Soberanía y República, por su tarea de difusión internacional de la cultura y de la lengua catalanas
- 2011: Pulse Fundación Gaetà Huguet a la mejor producción cultural de 2011, por "Una amable, una triste, una pequeña patria".
- 2016: Premio Ovidi Montllor al mejor Diseño por el disco "El amor y la ferocidad" ilustrado por Amanecer López Soler.
- 2019: XLV Premio de Teatro Ciudad de Alcoy 2019 por el texto dramático Hotel Fontana.